# Pseudomuscari forniculatum
Pseudomuscari forniculatum är en sparrisväxtart som först beskrevs av Aleksandr Vasiljevitj Fomin, och fick sitt nu gällande namn av Fabio Garbari. Pseudomuscari forniculatum ingår i släktet Pseudomuscari och familjen sparrisväxter. Inga underarter finns listade i Catalogue of Life.